# Asher Brown Durand
Asher Brown Durand (Maplewood, 21 de agosto de 1796 - Nova Iorque, 17 de setembro de 1886), foi um pintor dos EUA, no estilo chamado ali de Hudson River School (trad: Escola do Rio Hudson), e foi um dos fundadores da Academia Nacional de Desenho.

## Biografia
Foi o oitavo de onze filhos, e seu pai era relojoeiro e ourives. Foi aprendiz de gravador entre 1812 e 17, tornando-se depois sócio do antigo patrão que, então, pediu-lhe para dirigir a filial da empresa em Nova Iorque. Depois que gravou a "Declaração de Independência" para John Trumbull, em 1823 que sua reputação firmou-se como um dos melhores gravadores do país. Em 1825 ajudou a organizar a New York Drawing Association (Associação Novaiorquina de Desenhistas, numa livre tradução) - e que foi o embrião da Academia Nacional de Desenho, entidade que presidiu entre 1845 a 1861.
Em 1830 trocou seu interesse pela gravura para a pintura a óleo, graças ao encorajamento de seu mecenas Thomas Cole, durante uma expedição para treinamento em esboço ao Lago Schroon, em Adirondacks - tendo então se especializado na pintura de paisagens. Passou diversos verões realizando esboços em Catskills, Adirondack e nas White Mountains (de New Hampshire), que resultaram em centenas de desenhos e quadros a óleo, incorporados parcialmente ao acervo da Academia Nacional, e que vieram mais tarde a auxiliar na definição da Escola do Rio Hudson.

## Estilo do "Rio Hudson"

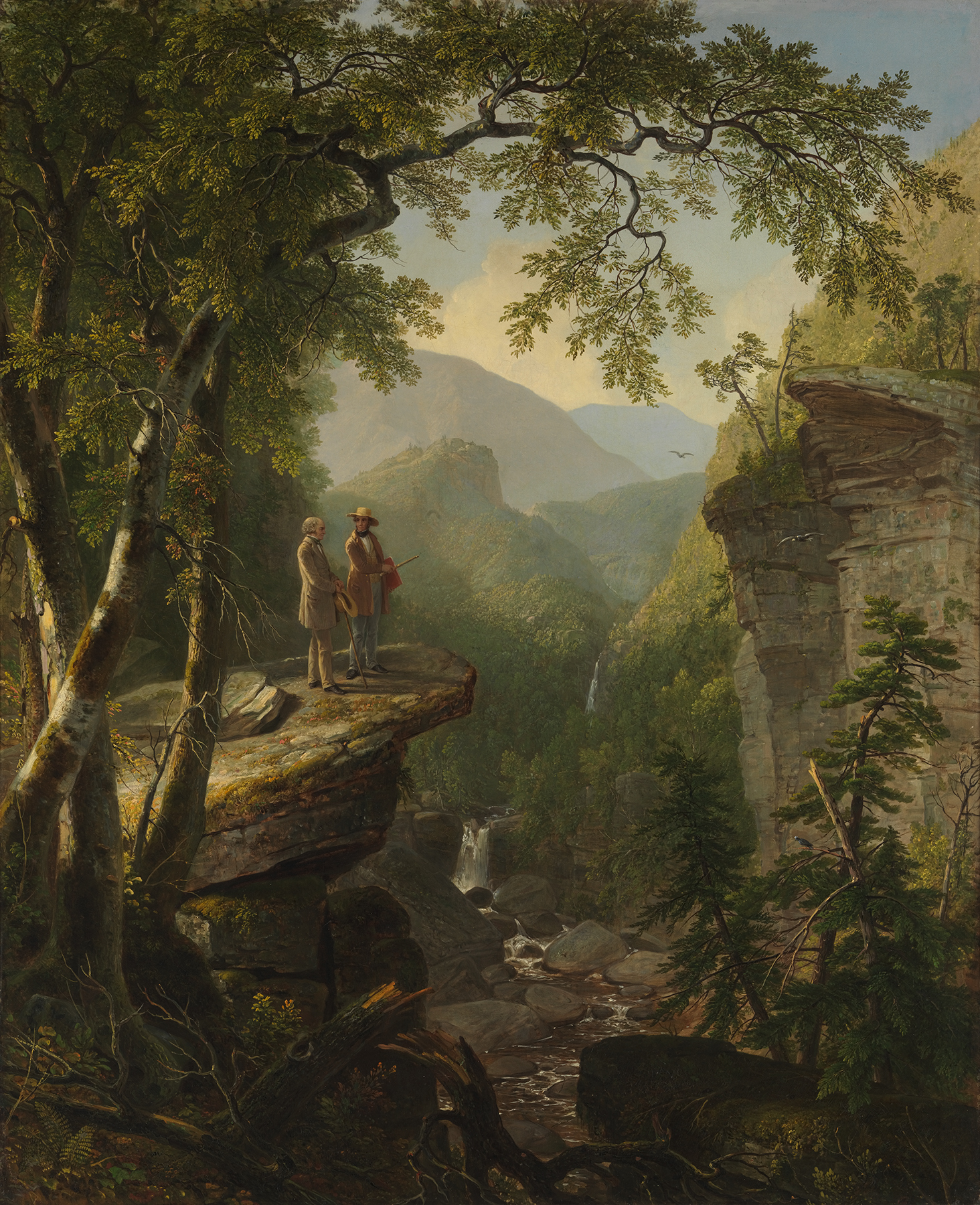
Kindred Spirits, 1849

Durand é relembrado particularmente pelo detalhismo ao retratar árvores, rochas e folhagens. Ele defendia o desenho feito diretamente na natureza, com o maior realismo possível. Escreveu: "Deve (o artista) aceitar escrupulosamente tudo o que (a natureza) lhe apresentar até que ele se torne em algum grau íntimo de sua infinitude... nunca deve profanar sua santidade afastando-se voluntariamente da verdade."
Assim como outros integrantes da Escola do Rio Hudson, Durand também acreditava que a natureza era uma inefável manifestação divina. Ele expressou este sentimento e sua percepção nas suas "Letters on Landscape Painting" (Cartas da Pintura ao Natural, numa livre tradução) no periódico "The Crayon", existente em Nova Iorque em meados do século XIX. Ali ele escrevera: "A verdadeira província da Arte ao Natural é a representação do trabalho de Deus na criação visível..."
Sua obra mais notável data de 1849: o quadro Kindred Spirits (trad: Almas Gêmeas), feita ao estilo do artista, também da Escola do Rio Hudson, Thomas Cole e do poeta William Cullen Bryant, numa paisagem de Catskills. Esta pintura foi um tributo a Cole, depois de sua morte, em 1848. A pintura, doada por Julia, filha do poeta Bryant, à Biblioteca Pública de Nova Iorque, em 1904, foi por esta vendida em leilão na Sotheby's em maio de 2005 para Alice Walton por um preço mínimo de lance de 35 milhões de dólares. A venda, porém, deu-se em proposta lacrada e secreta, de forma que o valor real da venda não é conhecido. O valor de 35 milhões, entretanto, foi o maior preço até então já oferecido por uma pintura de artista norte-americano.
Em 2007, o Brooklyn Museum exibiu cerca de sessenta de seus trabalhos, na primeira mostra dedicada ao pintor em mais de 35 anos. Intitulada "Kindred Spirits: Asher B. Durand and the American Landscape" (trad: Almas Gêmeas: Asher B. Durand e a Paisagem Americana) ficou em cartaz de 30 de março a 29 de julho de 2007.

## Galeria

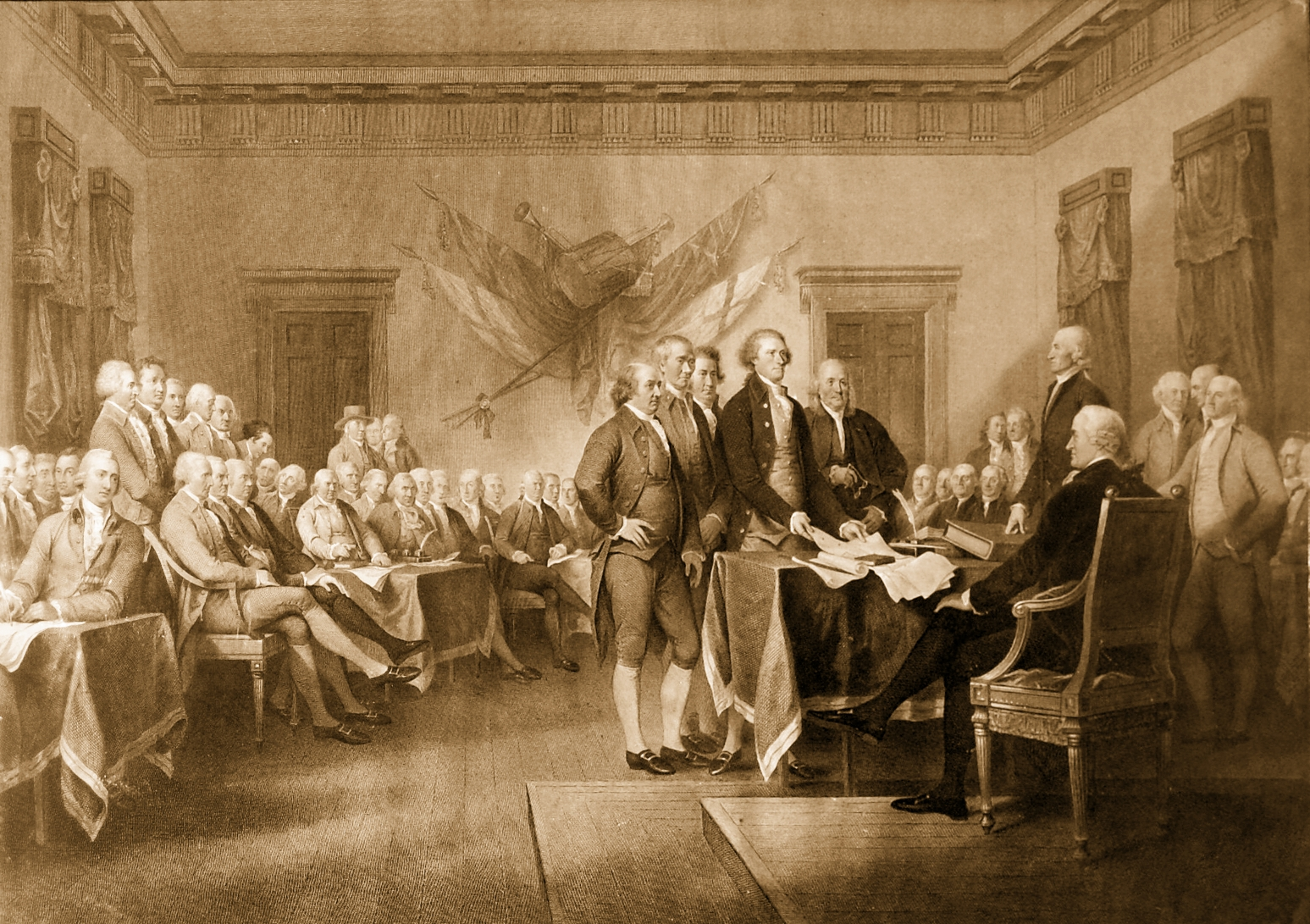
Declaração da Independência de 1823 (gravura)
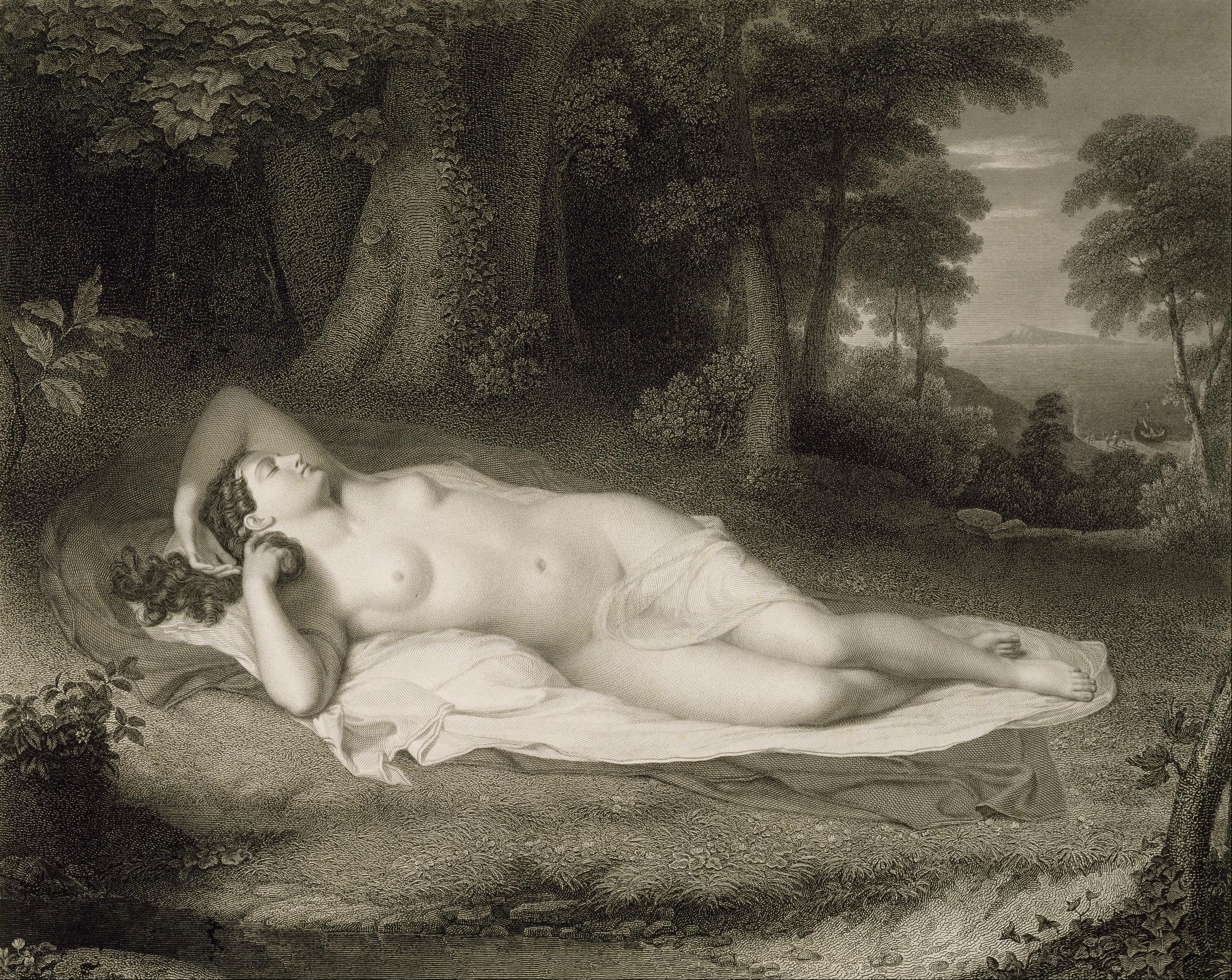
1835 Ariadne
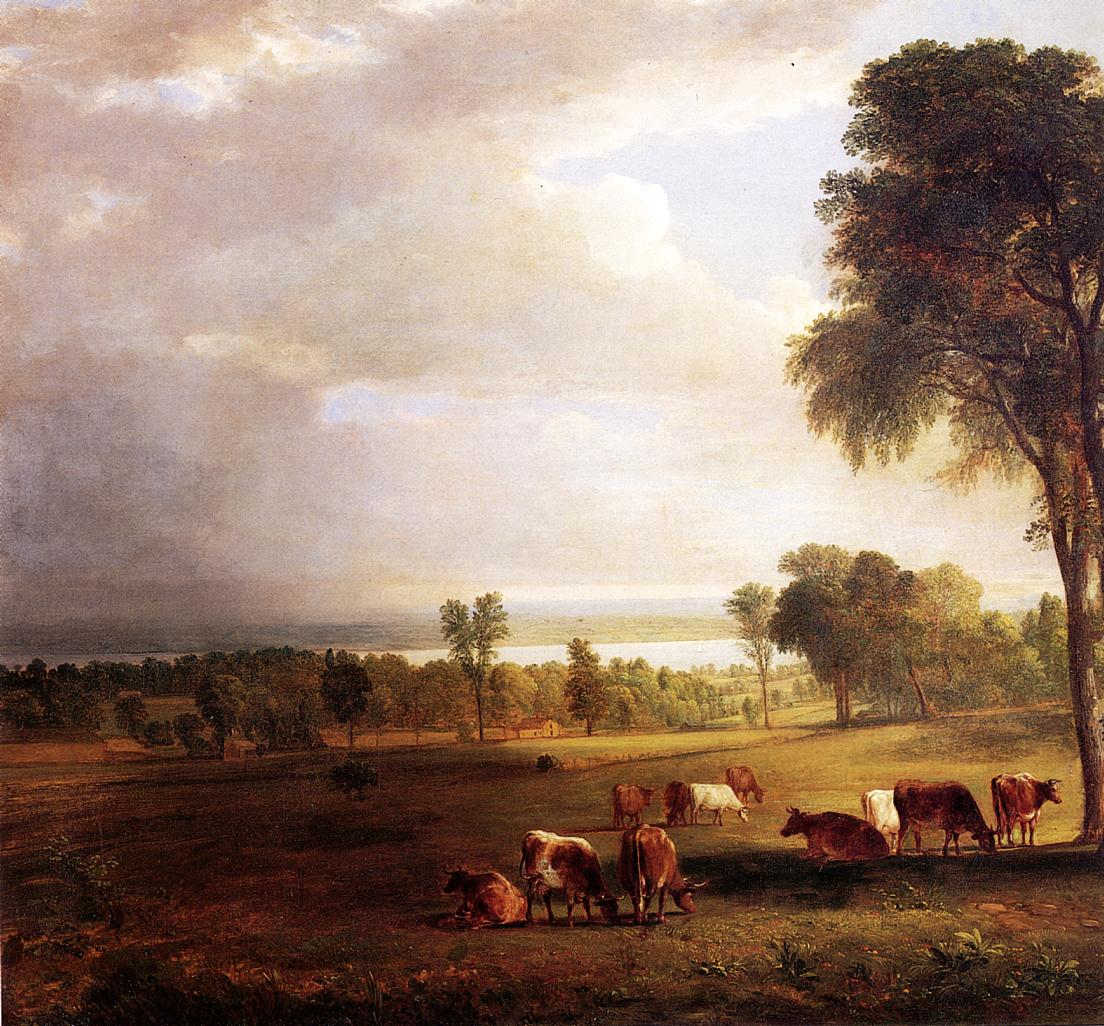
1837 View perto de Rutland, Vermont
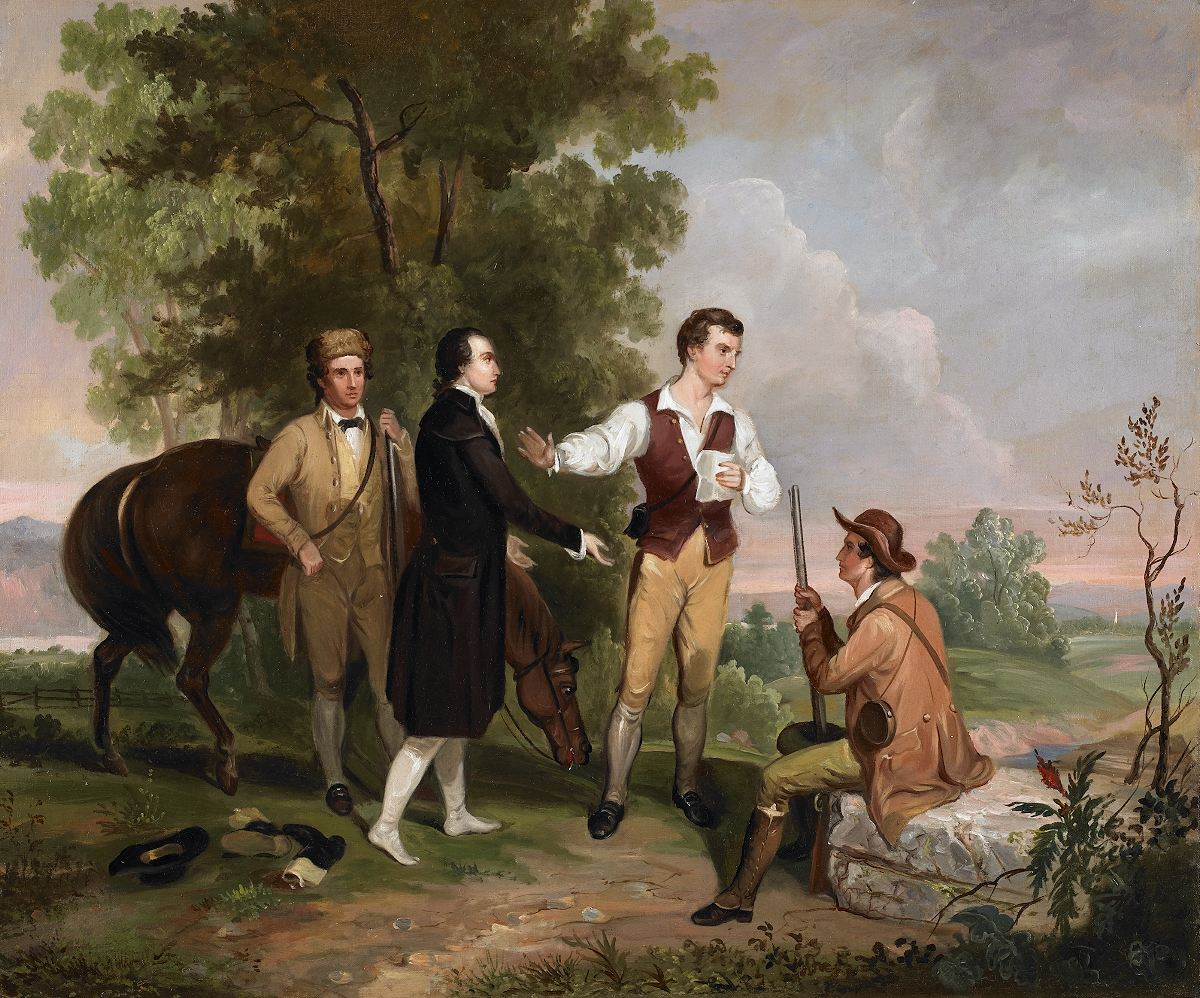
1845 A captura do Major Andre
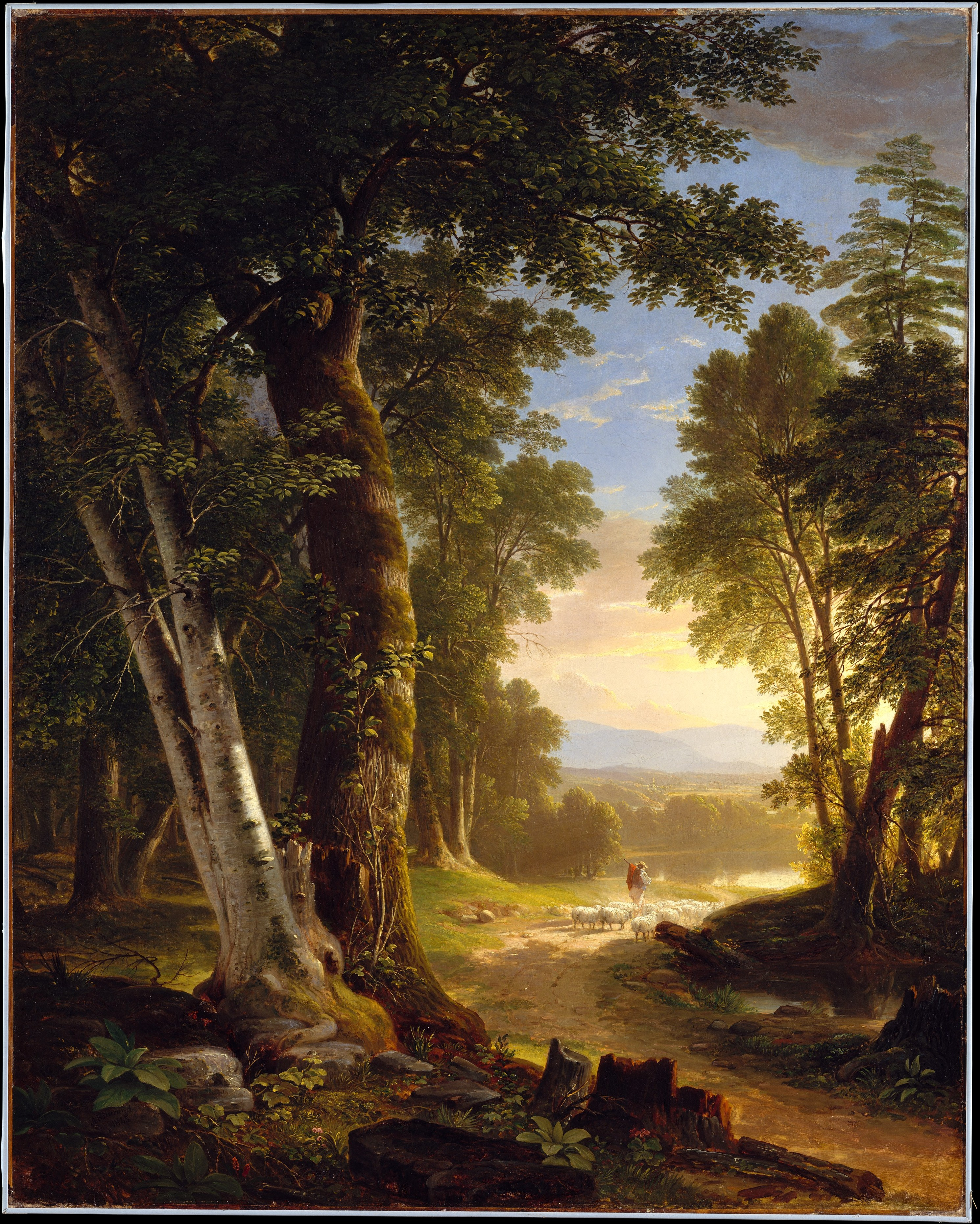
1845 The Beeches
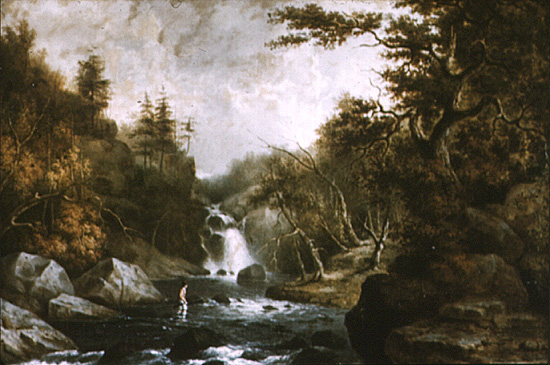
1846 The Hunter
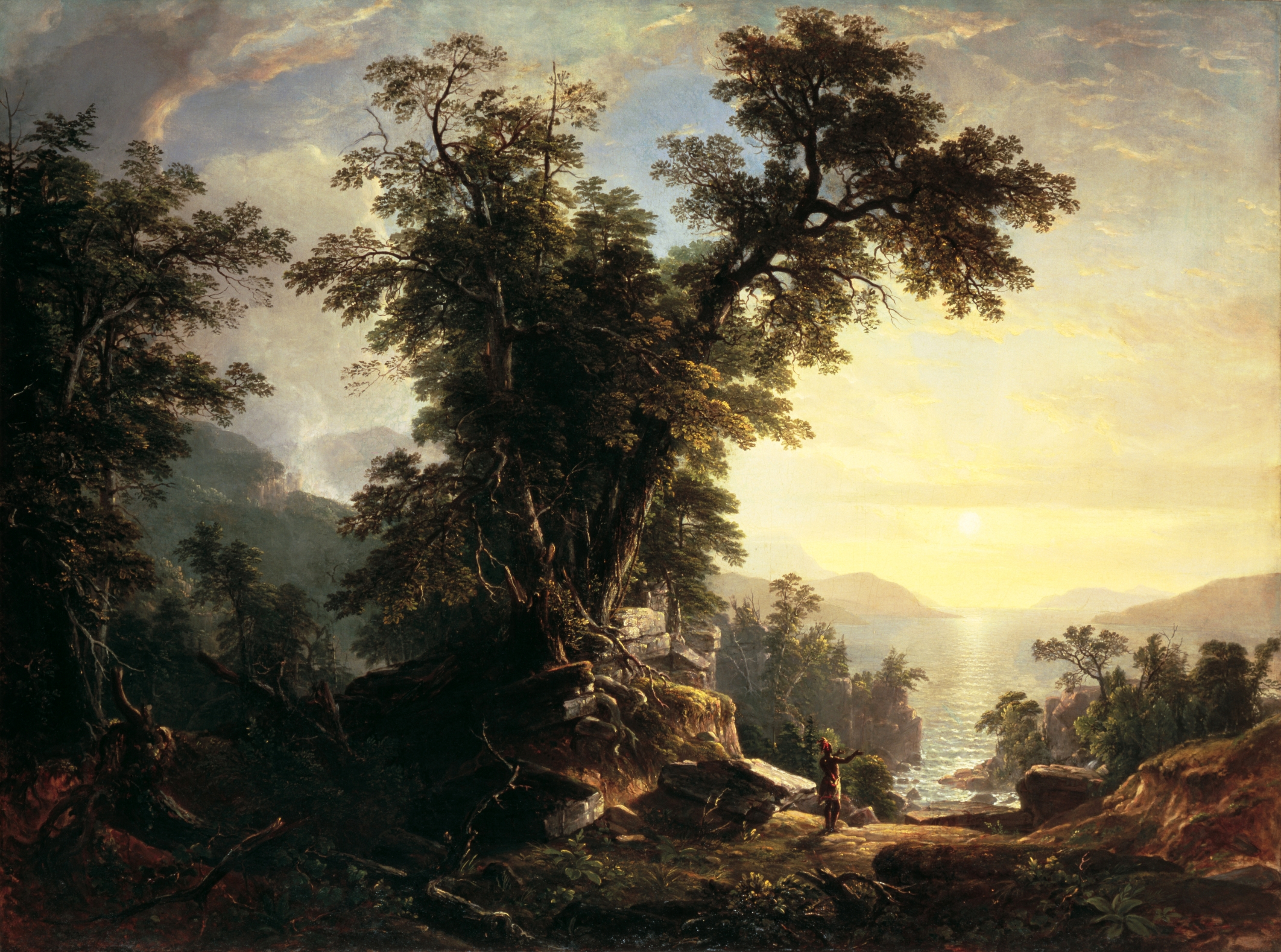
1847 As Vésperas do Índio
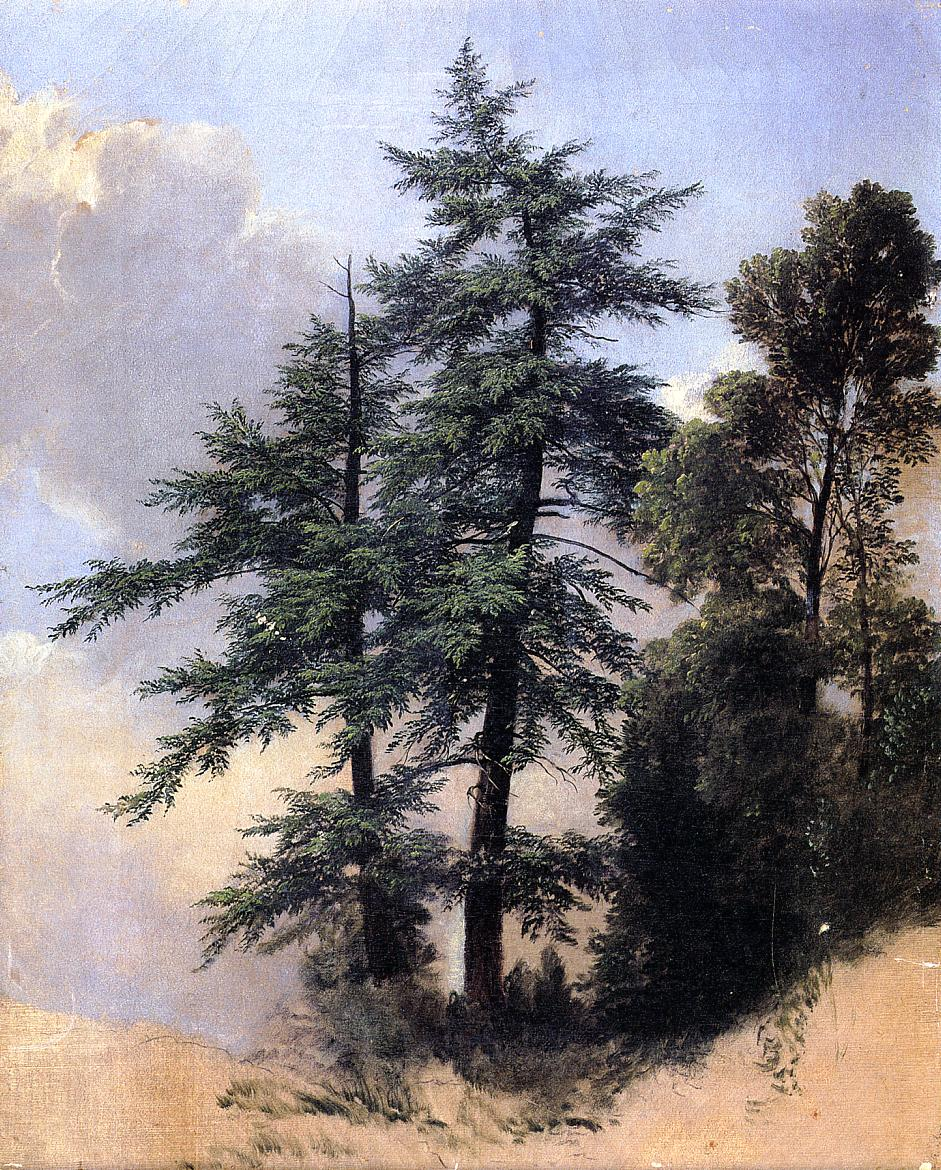
1849 Nature Study, Trees, Newburgh, New York
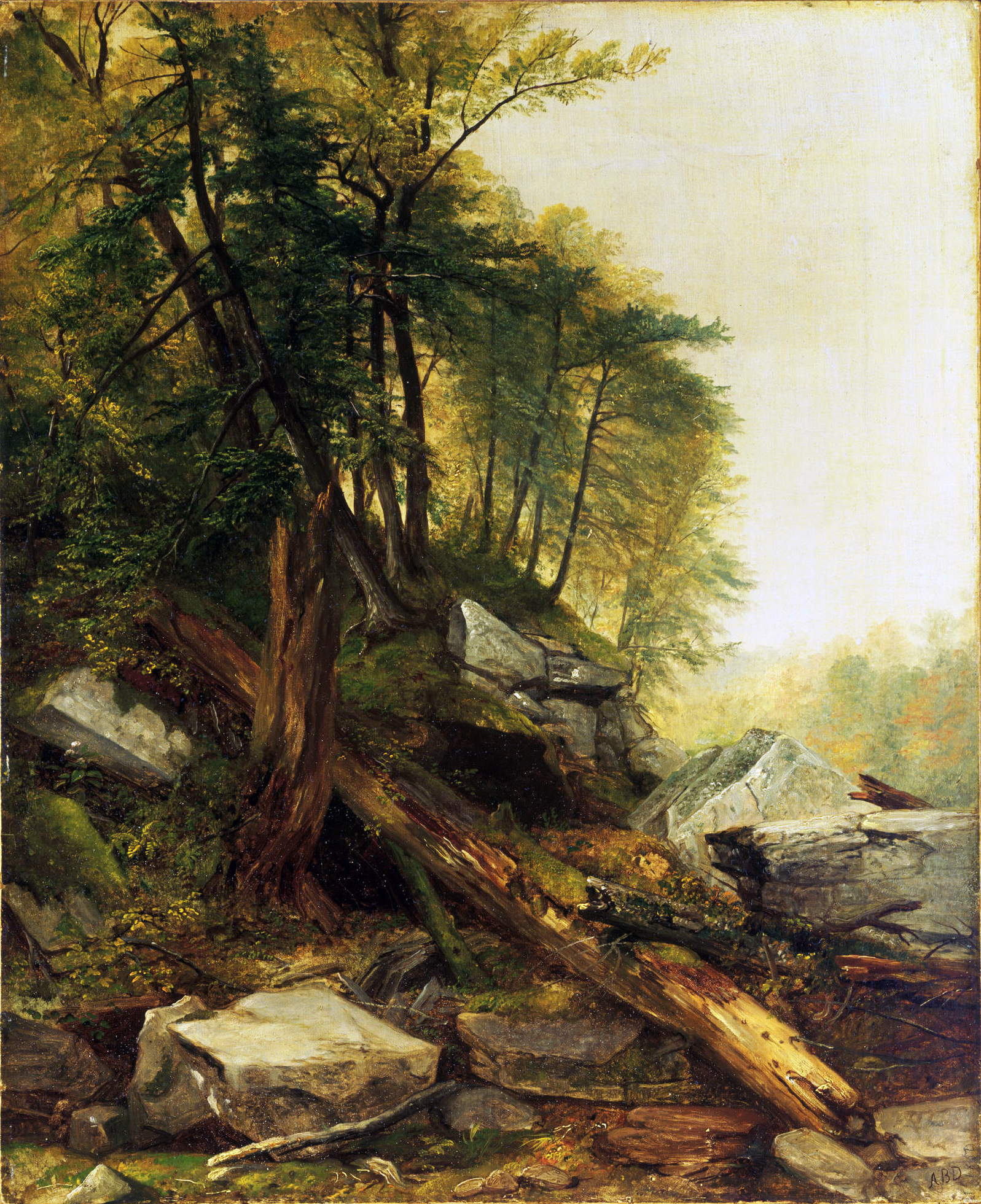
1850, Kaaterskill Landscape, Princeton University Art Museum
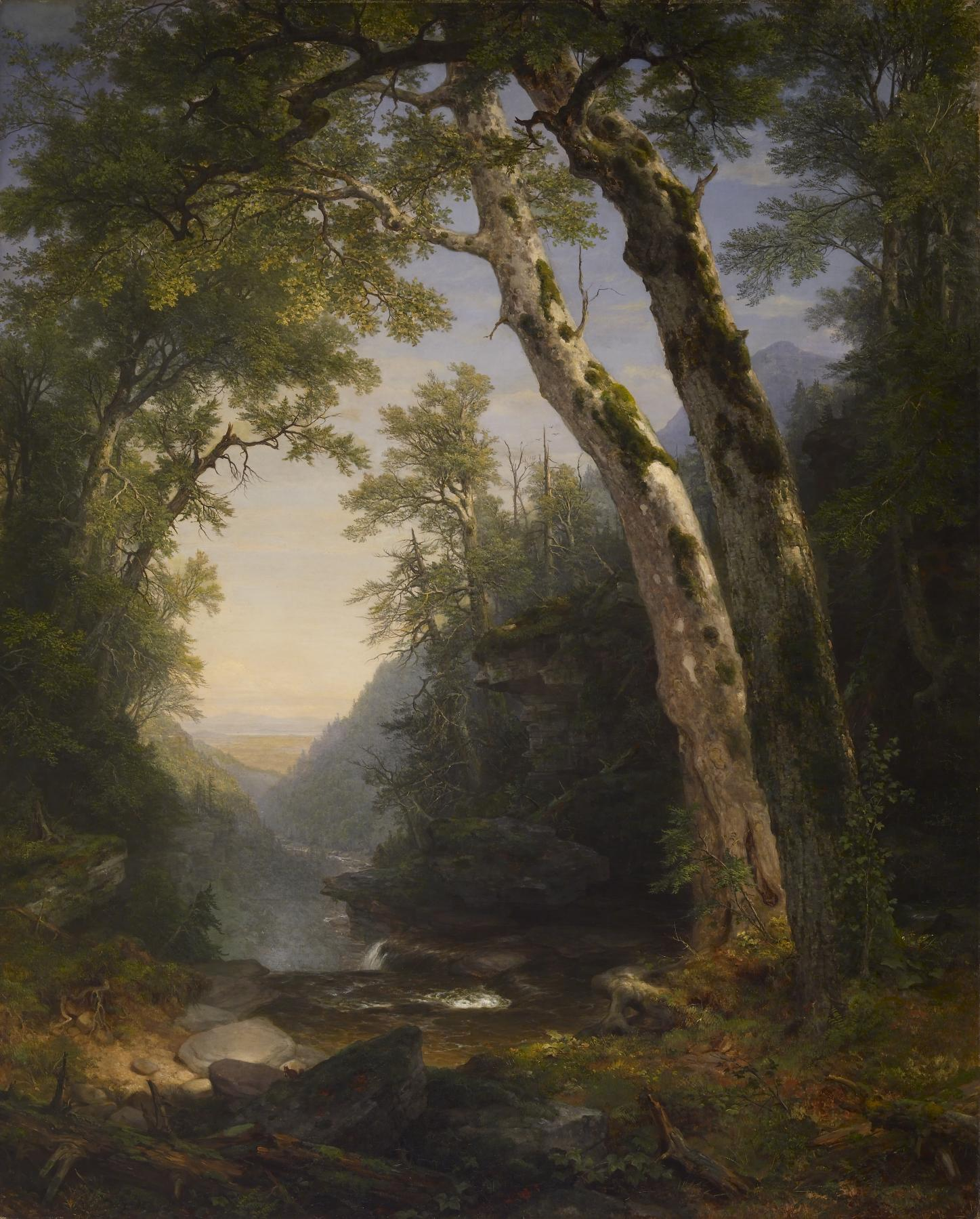
1859 The Catskills, The Walters Art Museum
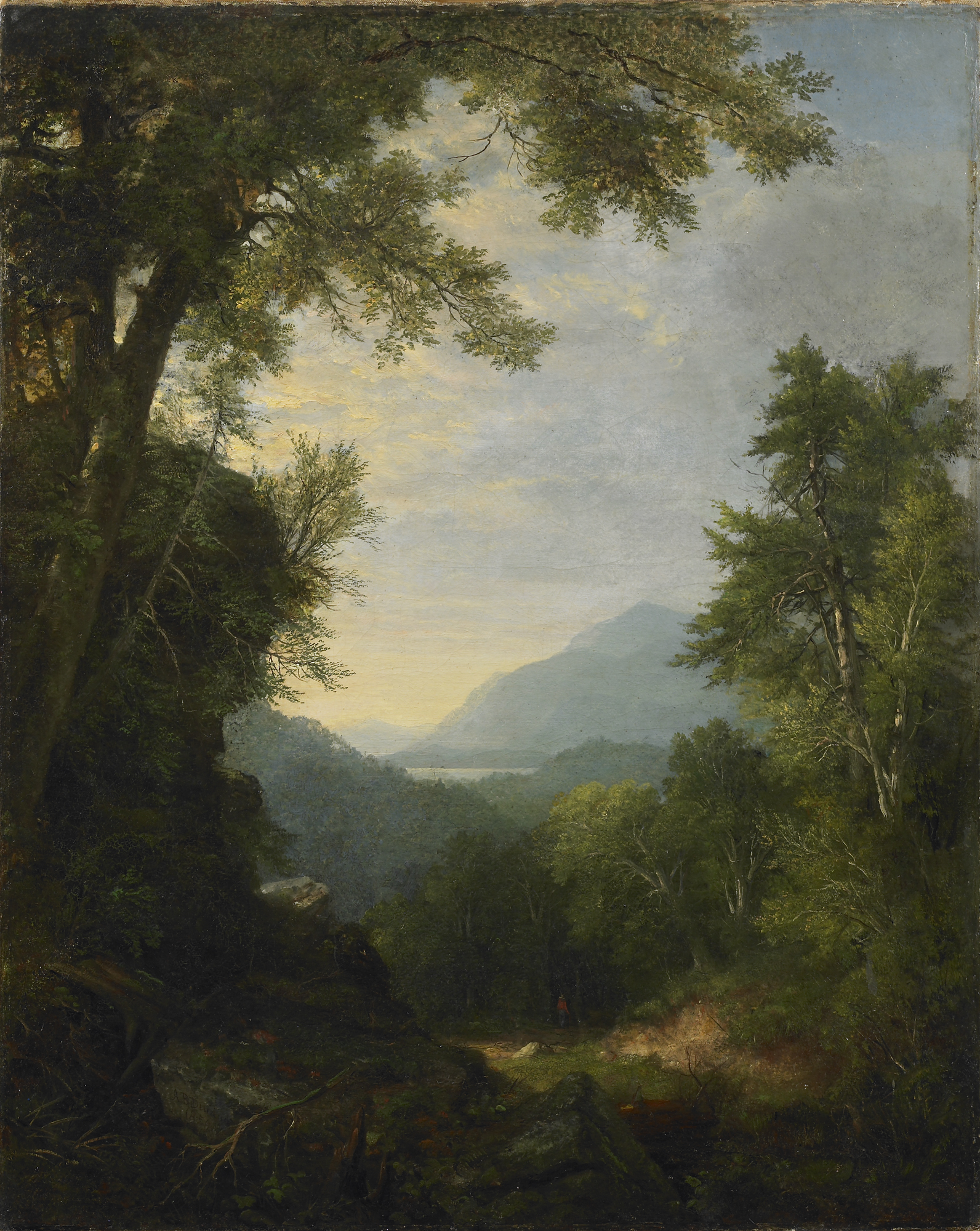
1859 Landscape, Princeton University Art Museum
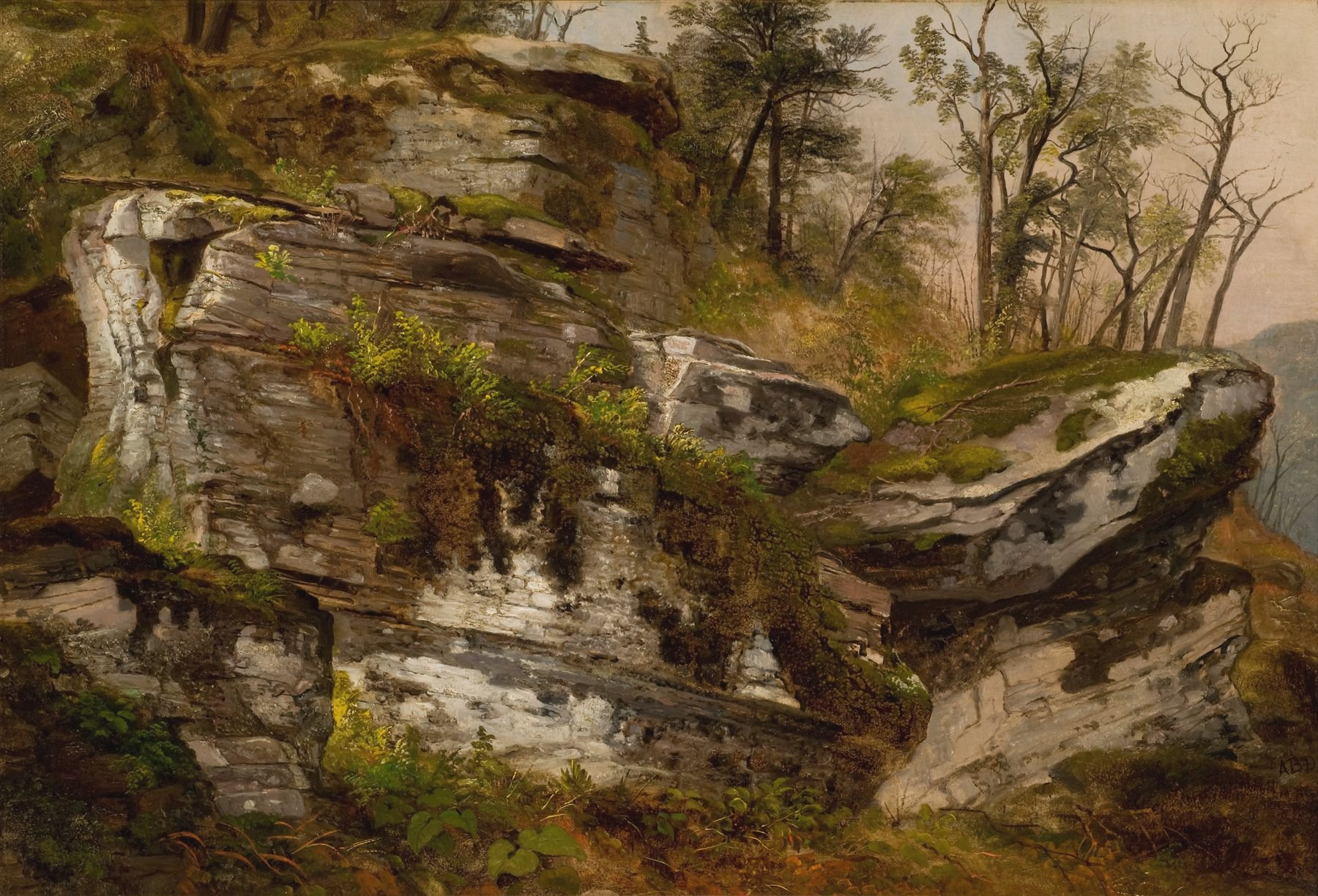
1860 Rocky Cliff, c. 1860, Reynolda House Museum of American Art